# 오텔핑엔 골프파크역
오텔핑엔 골프파크역(Otelfingen Golfpark)은 스위스의 기차역이다. 역은 오텔핑엔 시정촌에 위치해 있다. 이 역은 푸르탈 철도 노선에 있으며 S6 노선이 운행하는 취리히 S-반의 정류장이다.